# دم تنغ ميان تنغان (كوهمرة خامي)
دم تنغ ميان تنغان (بالفارسية: دم تنگ میان تنگان) هي قرية تقع في إيران في قسم كوهمرة خامي الريفي. يقدر عدد سكانها بـ 58 نسمة بحسب إحصاء 2016.